# Вона (роман)
Вона (англ. She: A History of Adventure) — пригодницький роман англійського письменника Генрі Райдера Хаґґарда, вперше опублікований у 1887 році. Один із найпопулярніших романів автора, що став класикою пригодницької літератури та вплинув на численних письменників і кінематографістів.

## Сюжет
Роман розповідає про подорож британського вченого Горація Голлі та його вихованця Лео Вінсі до глибини Африки. Вони вирушають у мандрівку, керуючись старовинним манускриптом, який веде їх до загубленого племені й загадкової правительки, відомої як Вона, що повинна бути слухняна (англ. She Who Must Be Obeyed).
Ця правителька, Аєша, є надзвичайно вродливою, мудрою та могутньою жінкою, яка володіє секретом безсмертя. Вона вірить, що Лео є реінкарнацією її коханого, якого вона вбила багато століть тому. Аєша пропонує Лео і Голлі можливість безсмертя, що веде до драматичних подій і несподіваного фіналу.

## Тематика і вплив
«Вона» досліджує такі теми, як:
- Безсмертя і його наслідки — що відбувається, коли людина живе занадто довго?
- Фатальне кохання — ідея перевтілення та приреченого зв’язку між закоханими.
- Жіноча влада і авторитет — образ Аєші як однієї з найяскравіших і наймогутніших жінок у літературі.

Роман отримав величезну популярність і неодноразово екранізувався. Його тематика та стиль вплинули на творчість Дж. Р. Р. Толкіна, Г. Ф. Лавкрафта та інших письменників пригодницького і фентезійного жанрів.

## Екранізації
На основі роману знято низку фільмів:
- «Вона» (США, 1935) — режисери: Ленсінг С. Холден, Ірвінг Пічел, в головній ролі Хелен Кехаган
- «Вона» (Велика Британія, 1965) — реж. Роберт Дей, в ролях: Урсула Андресс, Сорая
- «Вона» (Канада—Велика Британія, 2001) — реж. Тімоті Бонд

Найвідомішою є екранізація 1965 року, де роль Аєші виконала Урсула Андресс.

## Вплив у культурі
Твір став джерелом натхнення для багатьох творців. Образ Аєші відображений у численних книгах, фільмах і коміксах. Її титул She Who Must Be Obeyed згадувався в популярній культурі, зокрема в романах Джона Мортімера.